# Uperoleia fusca
Az Uperoleia fusca a kétéltűek (Amphibia) osztályának békák (Anura) rendjébe, a Myobatrachidae családba, azon belül az Uperoleia nembe tartozó faj.

## Előfordulása
Ausztrália endemikus faja. Elterjedési területe Ausztrália keleti partvidéke és hegyláncai, Queensland középső partvidékétől Új-Dél-Wales középső partvidékéig. Elterjedési területének mérete nagyjából 222 400 km².

## Megjelenése

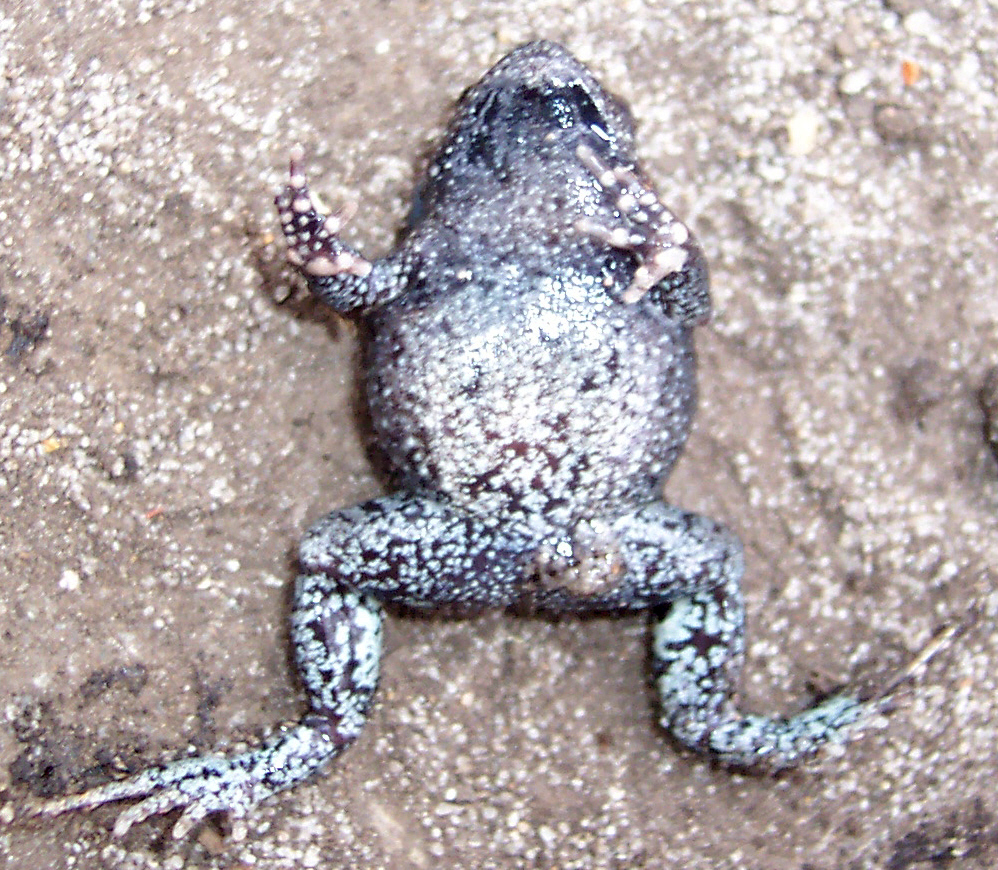
Hasi oldala

Kis termetű békafaj, testhossza elérheti a 3 cm-t. Háta sötétbarna vagy szürke, apró fekete foltokkal. A fején gyakran halványbarna háromszög alakú folt látható. A hasa világosbarna, apró fehér foltokkal tarkított. A hímek torka sötétszürke. A karok felső része a vállnál halványbarna vagy halványsárga, az ágyék és a combok hátsó része pedig élénk narancssárga vagy sárga. Pupillája vízszintes elhelyezkedésű, a szivárványhártya aranyszínű. Ujjai között nincs úszóhártya, ujjai végén nincsenek korongok. A paratoid mirigyek nagy méretűek.

## Életmódja
Tavasztól őszig szaporodik. A petéket a nőstény egyenként rakja le a vízfelszín alatti növényzetre tavakban, mocsarakban, elárasztott füves területeken és árkokban. Az ebihalak hossza elérheti a 4 cm-t, barna színűek, aranyszínű foltokkal és egy határozott aranyszínű, hosszanti csíkkal a pofa végétől a farok végéig. Gyakran rejtőzködnek a víztestek sekély szélein, és körülbelül három hónapig tart, amíg békává fejlődnek.

## Természetvédelmi helyzete
A vörös lista a nem fenyegetett fajok között tartja nyilván. Populációja stabil, nem fragmentált.